# Stéphan Buckland
Stéphan Buckland (ur. 20 stycznia 1977) – maurytyjski lekkoatleta, sprinter, specjalizujący się w biegu na 200 metrów.

## Osiągnięcia
- dwukrotnie 3. miejsce na Światowym Finale IAAF (Monako 2003 i Monako 2004)
- 6. miejsce podczas Igrzysk olimpijskich (Ateny 2004)
- srebro Igrzysk Wspólnoty Narodów (Melbourne 2006)
- 1. miejsce na Światowym Finale IAAF (Stuttgart 2008)
- liczne medale mistrzostw Afryki w lekkoatletyce, zarówno na 200 jak i 100 metrów.

Buckland na początku XXI wieku regularnie biegał w finałach najważniejszych międzynarodowych zawodów, trzy razy z rzędu kwalifikując się do finału 200 metrów na Mistrzostwach świata (Edmonton 2001 - 6. miejsce, Paryż 2003 - 5. miejsce, Helsinki 2005 - 5. miejsce). Był również trzykrotnym uczestnikiem igrzysk olimpijskich (Sydney, Ateny, Pekin), ale nie zdobył na nich medalu.

## Rekordy życiowe
- Bieg na 100 m - 10.13 s (2001 i 2002) były rekord Mauritiusu
- Bieg na 200 m - 20.06 s (2003) były rekord Mauritiusu